# Crowdinvesting
Crowdinvesting ist eine Finanzierungsform, bei der sich zahlreiche Personen (Mikroinvestoren, Investoren, Anleger) mit typischerweise eher geringen Geldbeträgen über das Internet an zumeist jungen Unternehmen (Start-ups) beteiligen, in den meisten Fällen über stille Beteiligungen, Genussrechte oder partiarische Darlehen. Der Anreiz für den Mikroinvestor liegt darin, auf hohe Rendite zu hoffen. Das Risiko ist beim Crowdinvesting allerdings ebenfalls hoch. Wie bei jeder Kapitalbeteiligung kann der Mikroinvestor seinen Einsatz verlieren, wenn das Unternehmen nicht erfolgreich ist. Bisher gibt es in Deutschland keine umfassende gesetzliche Grundlage. Daher wird diese Art der Finanzierung als Teil des Grauen Kapitalmarktes bezeichnet.
Bei der stillen Beteiligung handelt es sich grundsätzlich nach der gesetzlichen Regelung um eine Fremdkapitalforderung und nicht um eine Beteiligung am Eigenkapital. Eine Beteiligung am Eigenkapital liegt indessen vor, wenn der stille Gesellschafter auf Grundlage des Gesellschaftsvertrags dasselbe Verlust- und Insolvenzrisiko tragen soll wie ein Kommanditist.
Genussrechte oder partiarische Darlehen bezeichnet man auch als Mezzanine-Kapital, es handelt sich um ein Kreditverhältnis, das mit einer Erfolgsbeteiligung gekoppelt ist. Der Einfluss des Mikroinvestors auf das Unternehmen ist dabei in einem Vertrag zwischen dem Mikroinvestor und dem Unternehmen geregelt.
Crowdinvesting wurde in Analogie zu Crowdsourcing, die freiwillige Leistungserbringung durch eine Gruppe, und Crowdfunding, die Finanzierung eines gemeinsamen Projektes, gebildet und ist eine Wortzusammensetzung aus den Wörtern „crowd“ (englisch für Menge, Ansammlung) und „investing“ (englisch für investieren).
Die Abwicklung des Crowdinvesting-Prozesses erfolgt entweder über ein Portal eines spezialisierten Anbieters oder in Eigenregie über die eigene Website des zu finanzierenden Unternehmens. Crowdinvesting-Angebote bestehen seit 2009. Die bisher über Crowdinvesting eingeworbenen Finanzierungsbeträge weisen inzwischen hohe Wachstumsraten auf.

## Begriff und Funktionsweise
Das Crowdinvesting ist eine spezielle Form des Crowdfunding und hat folgende Eigenschaften:
1. Über das Internet (oder andere Massenmedien) werden Kapitalgeber für Unternehmen gesucht,
2. wobei der Mindestinvestitionsbetrag so gering bemessen ist, dass zahlreiche Kapitalgeber benötigt werden und sich jedermann auch mit Kleinbeträgen beteiligen kann,
3. die der Finanzierung der von ihnen ausgewählten Unternehmen dienen,
4. wobei die Kapitalgeber im Erfolgsfall eine Erfolgsbeteiligung an dem von ihnen finanzierten Unternehmen erhalten und
5. die Erfolgsbeteiligung zumeist in einer Teilhabe des Mikroinvestors am Gewinn des Unternehmens und ggf. zusätzlich an dessen Wertsteigerung besteht, wobei letzteres z. B. in Form einer Abfindung beim Ausstieg des Mikroinvestors (nach Ablauf der Mindestbeteiligungsdauer) erfolgen kann. Die Hoffnung auf eine sehr ausgeprägte Wertsteigerung des Investments, wird in der Regel das Hauptmotiv des Mikroinvestors sein, sich im Rahmen eines Crowdinvestings zu engagieren.

Der Ablauf eines Crowdinvestings über Crowdinvesting-Plattformen ist im Regelfall dieser:
1. Die Gründer (Kapitalsuchende) stellen Informationen über ihr Projekt zur Verfügung.
2. Die Informationen werden von der Crowdinvesting-Plattform überprüft.
3. Fällt die Überprüfung positiv aus, dann wird das Start-up-Projekt auf der Website der Plattform präsentiert und kann dort von jedermann eingesehen werden. Innerhalb eines fest definierten Zeitraumes (Funding-Zeitraum) können sich interessierte Personen nun am gewünschten Start-up-Unternehmen beteiligen. Die Finanzierung kommt allerdings nur zustande, wenn ein vorgegebener Mindestfinanzierungsbetrag (Funding-Schwelle) erreicht wurde. Ansonsten erhalten die Mikroinvestoren ihr Geld zurück.
4. Wenn der Mindestfinanzierungsbetrag erreicht wird, erhält das Start-up-Unternehmen die finanziellen Mittel und kann das Geschäft aufbauen. Die Mikroinvestoren werden nun turnusmäßig mit Informationen über den Geschäftsverlauf des Start-ups versorgt, und wenn das Projekt erfolgreich ist, erhalten die Mikroinvestoren ihren Erfolgsbeitrag.

## Entwicklung des Crowdinvestings
Die weltweit erste Crowdinvesting-Plattform ProFounder konnte im Jahr 2009 ihr erstes Finanzierungsprojekt erfolgreich beenden. Bis 2011 hatte das Crowdinvesting weltweit noch ein äußerst geringes Volumen. Im Laufe des Jahres 2012 stiegen sowohl Anzahl als auch Volumen erfolgreich finanzierter Projekte zwar deutlich an, spielt aber im Bereich der Wagnisfinanzierung bisher noch eine untergeordnete Rolle. Dies sei beispielhaft anhand des deutschen Crowdinvesting-Marktes gezeigt: Das eingesammelte Kapital betrug in Deutschland im Jahr 2011 rd. 450.000 €. 2012 waren es dann bereits 4,3 Mio. €, die sich auf 45 Finanzierungen von 43 Start-ups verteilen. Seit 2011 wurden in Deutschland 720,9 Mio. € in Immobilien, 346,8 Mio. € in Unternehmen und 32,2 Mio. € in Energieprojekte investiert (Stand: Mai 2019).

## Kritik
Eine wesentliche Voraussetzung für erfolgreiche Unternehmensbeteiligungen sind umfangreiche vorangehende Prüfungen des Unternehmens (z. B. Due-Diligence-Prüfung) mit dem Ziel, die Ertragsaussichten des Unternehmens und die Compliance für den Investor darzustellen. Bei kleinen Investitionsbeträgen lohnen sich der Aufwand für eine gründliche Prüfung und eine umfangreiche Darstellung in Verbindung mit der Prospekthaftung nicht. Daher gibt es in Deutschland entsprechende Befreiungstatbestände. Das Crowd-Investing in Deutschland ist seit dem 10. Juli 2015 teilweise durch das Kleinanlegerschutzgesetz geregelt.